# Докторски паметник
До̀кторският па̀метник (Паметник на загиналите през Освободителната война 1877 – 1878 медицински чинове) е паметник в Докторската градина в София. Изграден през 1882 – 1884 г. по проект на чешкия по произход архитект А. И. Томашек. Представлява пресечена четиристенна пирамида, на върха с гранитен саркофаг. Върху четирите страни на изпъкналите камъни са издълбани имената на 531 лекари и санитари загинали в Руско-турската война от 1877 – 1878 г., повечето от които са работили в мисията на руския Червен кръст и са паднали в сраженията при Плевен, Пловдив, Мечка и на връх Шипка.
Паметникът представлява пресечена четириъгълна пирамида, изградена от едри камъни, върху която е поставен гранитен саркофаг. От четирите му страни са изписани имената на селищата, където се водят най-големите сражения – Плевен, Пловдив, с. Мечка и връх Шипка. Върху каменните блокове са издълбани имената на 529 загинали лекари и санитари.
В оригиналния си вид паметникът има 8 бронзови венци с диаметър около 80 cm, закрепени вертикално по два в краищата на всяка от стените на постамента. През 1990-те години венците са откъртени и откраднати. Отлети са и са поставени нови венци, които по-късно също са откраднати.